# Rivière Winneway
Pour les articles homonymes, voir Winneway (homonymie).
La rivière Winneway est un affluent de la rive sud-est du Lac Simard, coulant dans le territoire non organisé de Les Lacs-du-Témiscamingue, dans l'établissement amérindien Winneway et dans la municipalité de Laforce, dans la municipalité régionale de comté (MRC) de Témiscamingue, dans la région administrative de l’Abitibi-Témiscamingue, au Québec, au Canada.
La rivière Winneway coule entièrement en territoire forestier, sauf en passant au village de la réserve amérindienne de Winneway. La foresterie constitue la principale activité économique de ce bassin versant ; les activités récréotouristiques, en second.
Annuellement, la surface de la rivière est habituellement gelée de la mi-novembre à la mi-avril, toutefois la circulation sécuritaire sur la glace se fait généralement de la mi-décembre à la fin mars.

## Géographie

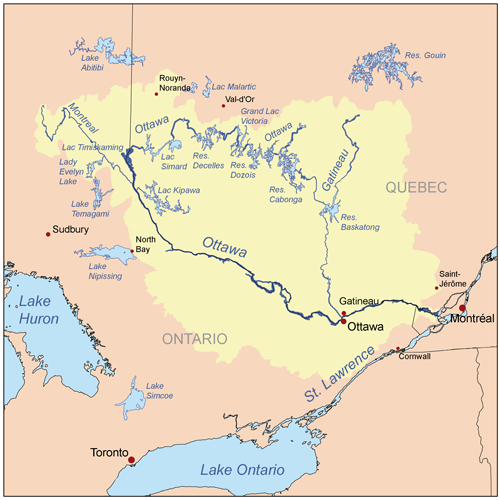

La rivière Winneway prend sa source à l’embouchure du lac Pierre (longueur : 5,6 km de nature difforme ; altitude : 334 m). Ce lac s’alimente de la décharge du lac Bay (au nord-ouest), de la décharge du lac Arthur (au sud), de la décharge du lac McLachlins (au sud-est) et de la décharge du lac Mouillé (venant du nord).
L’embouchure du Lac Pierre est localisée à :
- 9,2 km au sud-est de l’embouchure du lac Winneway ;
- 24,1 km au sud-est de l’embouchure de la rivière Winneway ;
- 41,3 km au sud-est de l’embouchure du lac Simard ;
- 87,6 km au sud-est du centre-ville de Val-d’Or ;
- 22,4 km au sud du réservoir Decelles.

Les principaux bassins versants voisins de la rivière Winneway sont :
- côté nord : ruisseau Grass, réservoir Decelles, rivière des Outaouais ;
- côté est : rivière de l'Esturgeon, rivière Decelles, lac Bay, Lac Pierre ;
- côté sud : rivière Marécageuse, rivière aux Sables ;
- côté ouest : rivière Guillet, rivière Fraser, rivière Blondeau, rivière des Outaouais.

À partir de l’embouchure du Lac Pierre, la rivière Winneway coule sur 41,0 km selon les segments suivants :
Partie supérieure de la rivière Winneway (segment de 12,7 km)
- 7,3 km vers le nord-ouest, notamment en traversant le lac Fayard (longueur : 2,8 km ; altitude : 331 m), jusqu’à la rive sud-est du Lac Winneway ;
- 5,4 km vers le nord, en traversant le lac Winneway (longueur : 6,2 km ; altitude : 309 m) ;

Partie inférieure de la rivière Winneway (segment de 28,3 km)
- 6,1 km vers le nord, jusqu’au ruisseau à Lapin (venant de l’est) ;
- 6,1 km, vers le sud-ouest en traversant deux zones de marais et en serpentant jusqu’à la rive sud-est du « Lac des Fourches » ;
- 5,5 km vers le nord-ouest en traversant le lac des Fourches (altitude : 298 m). Note : Le « Lac des Fourches » s’alimente surtout de la rivière Marécageuse (venant du sud) ;
- 4,8 km vers le sud-ouest jusqu’à un coude de rivière, puis le nord-ouest, jusqu’au pont de la route forestière R-0816 ;
- 2,9 km vers le sud-ouest en traversant une zone de rapides, jusqu’à un coude de la rivière ;
- 2,9 km vers le nord-ouest en formant une courbe orientée vers le nord et en passant devant le village de Winneway, jusqu'à l’embouchure de la rivière[2].

La rivière Winneway se décharge au fond d’une baie sur la rive sud-est du lac Simard dont la partie nord-ouest est traversé vers l'ouest par la rivière des Outaouais.
Cette confluence de la rivière Winneway est située face à l’île Winneway (longueur : 3,9 km), soit à 18,1 km au sud-est de l’embouchure du lac Simard, à 19,8 km au sud-est du réservoir Decelles, à 81,9 km au sud-est du centre-ville de Val-d'Or et à 66 km à l'est du Lac Témiscamingue.

## Toponymie
D’origine algonquin, le terme Winneway est utilisé dans plusieurs toponymes québécois dont cette rivière, l’île face à son embouchure, la réserve autochtone, le barrage et le lac. L'établissement amérindien de Winneway s'étend, sur la rive sud de la rivière du même, près de son embouchure. Cette désignation toponymique est indiquée dans des documents cartographiques au moins depuis 1926.
Auparavant, en particulier sur des cartes ou dans des ouvrages datant de 1909 et de 1925, leurs auteurs désignaient ce cours d’eau rivière Winnewash ; cette désignation parait aussi sur un plan de 1936. En 1883, l'arpenteur John O'Sullivan indiquait dans un rapport la présence du fort et du lac Winnowaya, mais sans indiquer leur emplacement spécifique.
Le toponyme rivière Winneway a été officialisé le 5 décembre 1968 à la Commission de toponymie du Québec, soit à la création de cette commission.